# Alexander zu Schaumburg-Lippe

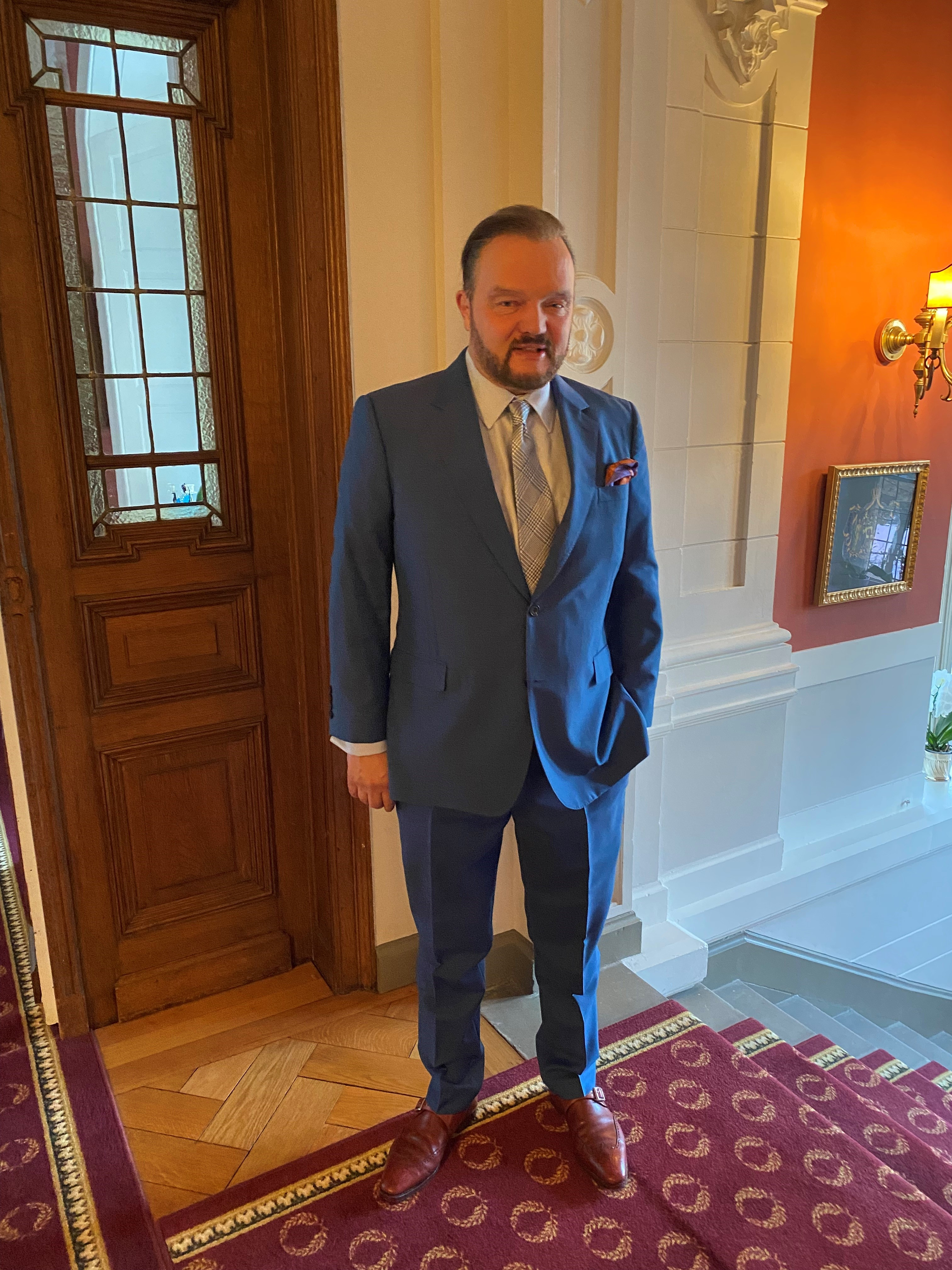
Alexander zu Schaumburg-Lippe (2023)

Alexander zu Schaumburg-Lippe (* 25. Dezember 1958 in Düsseldorf als Ernst-August Alexander Christian Viktor Hubert Prinz zu Schaumburg-Lippe) ist ein deutscher Unternehmer sowie Land- und Forstwirt. Der Familientradition folgend, nennt er sich seit 2003 Alexander Fürst zu Schaumburg-Lippe.

## Leben

Wappen der Familie

Alexander zu Schaumburg-Lippe ist der zweite Sohn des Philipp Ernst zu Schaumburg-Lippe (1928–2003) und dessen Ehefrau Eva-Benita, geborene Freiin von Tiele-Winckler (1927–2013). Über die mütterliche Seite ist er auch ein Vetter des Journalisten und Autors Hasan Cobanli. Da sein älterer Bruder Georg-Wilhelm 1983 bei einem Motorradunfall tödlich verunglückte, wurde Alexander zu Schaumburg-Lippe nach dem Tode seines Vaters zu dessen Erbe. Er studierte zunächst Politikwissenschaft und Musikwissenschaft mit Berufsziel Journalismus an der Universität München. Nach dem Tod seines Bruders begann Alexander Prinz zu Schaumburg-Lippe an der Universität Göttingen das Jura-Studium, das er 1989 abschloss. Bald nach seiner ersten Heirat im Jahr 1993 wurde er Generalbevollmächtigter der Fürstlichen Hofkammer Bückeburg, der privaten Vermögensverwaltung der Familie.
Ernst-August Alexander Christian Viktor Hubert Prinz zu Schaumburg-Lippe (vollständiger Taufname) folgte seinem Vater Philipp Ernst zu Schaumburg-Lippe 2003 gemäß den traditionellen Richtlinien des Deutschen Adelsrechtsausschusses als Oberhaupt des Hauses Schaumburg-Lippe nach. Seitdem führt er den Namen Alexander Fürst zu Schaumburg-Lippe, wobei seit der Abschaffung der Standesvorrechte des Adels 1919 nur der ehemalige Titel „Prinz“, nicht jedoch der vordem in Primogenitur erworbene Titel „Fürst“ Bestandteil des bürgerlichen Namens ist.

### Privatleben

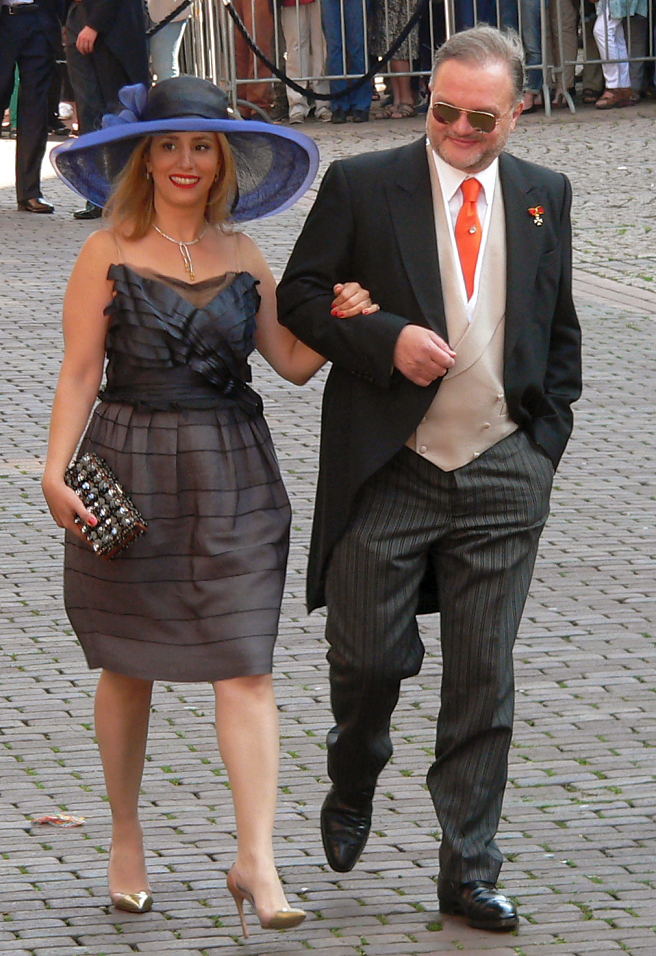
Alexander zu Schaumburg-Lippe mit Ehefrau Mahkameh Navabi

Aus seiner Ehe mit Marie-Louise „Lilly“ Prinzessin zu Sayn-Wittgenstein-Berleburg ging der Sohn Heinrich-Donatus (* 1994) hervor. Die 1993 geschlossene Ehe wurde 2002 geschieden. Nach einer Liaison mit der Designerin Jette Joop von 2001 bis 2004 heiratete er am 30. Juni 2007 in zweiter Ehe die Münchener Rechtsanwältin Nadja Anna Zsöks (* 1975). Mit ihr hat er zwei Töchter, Felipa (* 2008) und Philomena (* 2011). Die Scheidung erfolgte im Juni 2018. Seit September 2020 ist er mit der iranischen Konzertpianistin Mahkameh Navabi (* 1981) verheiratet.
Alexander zu Schaumburg-Lippe gilt als versierter Hobby-Jazzpianist, der zuweilen auch vor größerem Publikum auftritt. Er ist Mitglied der Evangelisch-reformierten Kirche zu Bückeburg.

### Ehrenämter und außerberufliche Tätigkeit
Alexander zu Schaumburg-Lippe übt unter anderem folgende Ehrenämter aus:
Internationale Musikakademie für Solisten (IMAS) – Ehrenvorsitzender; Deutsche Gesellschaft für internationale Hilfe (Interhelp) e. V. – Schirmherr und Vorstandsmitglied; Förderverein "Friends of Chaim Sheba" Deutschland – Beirat; Rudolf-von-Bennigsen-Stiftung, Kuratorium – Stellvertretender Vorsitzender Stiftung Lesen – Mitglied des Kuratoriums; Kurdische Gemeinde Deutschland – Beirat; "Aktion Sonnenstrahl" Hannover – Schirmherr. Im Kulturverein Bückeburg ist er Vorstandsvorsitzender und bis 2017 war er Mitglied des Ehrenkomitees Deutsche Freunde der Hadassah Medical Relief Association.
Er ist Mitglied der FDP, für die er sich in Zeitungsbeiträgen und Wahlkämpfen engagiert. Er war Ersatzmitglied der 14. Bundesversammlung am 30. Juni 2010, Mitglied der 15. Bundesversammlung, Mitglied der 16. Bundesversammlung und Mitglied der 17. Bundesversammlung.
Über die Partei Alternative für Deutschland, in der seine Verwandte Beatrix von Storch als Spitzenpolitikerin aktiv ist, äußerte sich Alexander zu Schaumburg-Lippe im Februar 2016 in einem Interview mit der Online-Ausgabe des „Stern“ kritisch.

## Ehrungen
- 2022: Niedersächsisches Verdienstkreuz Erster Klasse[25]

## Vorfahren
| Ahnentafel Alexander zu Schaumburg-Lippe     | Ahnentafel Alexander zu Schaumburg-Lippe                                                                      | Ahnentafel Alexander zu Schaumburg-Lippe                                                                  | Ahnentafel Alexander zu Schaumburg-Lippe | Ahnentafel Alexander zu Schaumburg-Lippe                                                                 | Ahnentafel Alexander zu Schaumburg-Lippe                                                                                                   | Ahnentafel Alexander zu Schaumburg-Lippe                                                                                                   | Ahnentafel Alexander zu Schaumburg-Lippe                                                              | Ahnentafel Alexander zu Schaumburg-Lippe                                                              |
| -------------------------------------------- | --- | --- | --- | --- | --- | --- | --- | --- |
| Ururgroßeltern                               | Fürst Adolf I. Georg zu Schaumburg-Lippe (1817–1893) ⚭ 1844 Prinzessin Hermine zu Waldeck-Pyrmont (1827–1910) | Herzog Moritz von Sachsen-Altenburg (1829–1907) ⚭ 1862 Herzogin Auguste von Sachsen-Meiningen (1843–1919) | Prinz Wilhelm zu Schaumburg-Lippe (1834–1906) ⚭ 1862 Prinzessin Bathildis von Anhalt-Dessau (1837–1902) (Schwester der Adelheid Marie von Anhalt-Dessau, Großherzogin von Luxemburg, Herzogin von Nassau) | Herzog Eugen von Württemberg (1846–1877) ⚭ 1874 Großfürstin Wera Konstantinowna von Russland (1854–1912) | Hubert von Tiele (1823–1893) ⚭ 1854 Valeska Franziska von Winckler (1829–1880) (Tochter des Franz von Winckler)                            | Graf Adolf von Grote (1830–1898) ⚭ 1860 Maria Jenisch (1841–1922)                                                                          | Graf Heinrich Ludwig von Bassewitz (1831–1911) ⚭ 1854 Charlotte von Bülow (1834–1911)                 | Freiherr Karl von Beaulieu-Marconnay (1811–1889) ⚭ 1859 Freiin Anna von Fritsch (1835–1916)           |
| Urgroßeltern                                 | Fürst Georg zu Schaumburg-Lippe (1846–1911) ⚭ 1882 Herzogin Maria Anna von Sachsen-Altenburg (1864–1918)      | Fürst Georg zu Schaumburg-Lippe (1846–1911) ⚭ 1882 Herzogin Maria Anna von Sachsen-Altenburg (1864–1918)  | Prinz Albrecht zu Schaumburg-Lippe (1869–1942) ⚭ 1897 Herzogin Elsa von Württemberg (1876–1936) | Prinz Albrecht zu Schaumburg-Lippe (1869–1942) ⚭ 1897 Herzogin Elsa von Württemberg (1876–1936)          | Walther von Tiele-Winckler (1858–1909) (Bruder des 1895 gegraften Franz Hubert von Tiele-Winckler) ⚭ 1885 Gräfin Helene von Grote (1862–?) | Walther von Tiele-Winckler (1858–1909) (Bruder des 1895 gegraften Franz Hubert von Tiele-Winckler) ⚭ 1885 Gräfin Helene von Grote (1862–?) | Graf Gerd von Bassewitz (1856–1945) ⚭ 1890 Freiin Viktoria von Beaulieu-Marconnay (1870–1954)         | Graf Gerd von Bassewitz (1856–1945) ⚭ 1890 Freiin Viktoria von Beaulieu-Marconnay (1870–1954)         |
| Großeltern                                   | Wolrad zu Schaumburg-Lippe (1887–1962) ⚭ 1925 Bathildis Prinzessin zu Schaumburg-Lippe (1903–1983)            | Wolrad zu Schaumburg-Lippe (1887–1962) ⚭ 1925 Bathildis Prinzessin zu Schaumburg-Lippe (1903–1983)        | Wolrad zu Schaumburg-Lippe (1887–1962) ⚭ 1925 Bathildis Prinzessin zu Schaumburg-Lippe (1903–1983) | Wolrad zu Schaumburg-Lippe (1887–1962) ⚭ 1925 Bathildis Prinzessin zu Schaumburg-Lippe (1903–1983)       | Hans Werner Graf von Tiele-Winckler (1895–1957) ⚭ 1924 Elisabeth Gräfin von Bassewitz (1899–1980)                                          | Hans Werner Graf von Tiele-Winckler (1895–1957) ⚭ 1924 Elisabeth Gräfin von Bassewitz (1899–1980)                                          | Hans Werner Graf von Tiele-Winckler (1895–1957) ⚭ 1924 Elisabeth Gräfin von Bassewitz (1899–1980)     | Hans Werner Graf von Tiele-Winckler (1895–1957) ⚭ 1924 Elisabeth Gräfin von Bassewitz (1899–1980)     |
| Eltern                                       | Philipp Ernst zu Schaumburg-Lippe (1928–2003) ⚭ 1955 Eva Benita Freiin von Tiele-Winckler (1927–2013)         | Philipp Ernst zu Schaumburg-Lippe (1928–2003) ⚭ 1955 Eva Benita Freiin von Tiele-Winckler (1927–2013)     | Philipp Ernst zu Schaumburg-Lippe (1928–2003) ⚭ 1955 Eva Benita Freiin von Tiele-Winckler (1927–2013) | Philipp Ernst zu Schaumburg-Lippe (1928–2003) ⚭ 1955 Eva Benita Freiin von Tiele-Winckler (1927–2013)    | Philipp Ernst zu Schaumburg-Lippe (1928–2003) ⚭ 1955 Eva Benita Freiin von Tiele-Winckler (1927–2013)                                      | Philipp Ernst zu Schaumburg-Lippe (1928–2003) ⚭ 1955 Eva Benita Freiin von Tiele-Winckler (1927–2013)                                      | Philipp Ernst zu Schaumburg-Lippe (1928–2003) ⚭ 1955 Eva Benita Freiin von Tiele-Winckler (1927–2013) | Philipp Ernst zu Schaumburg-Lippe (1928–2003) ⚭ 1955 Eva Benita Freiin von Tiele-Winckler (1927–2013) |
| Alexander Prinz zu Schaumburg-Lippe (* 1958) | | | | | | | | |